# 孟庭葦
孟庭葦（1969年12月22日—），本名陳秀玫， 臺灣女歌手。
1989年出演廣告開始演藝生涯，1990年出版第一張唱片，1991年推出歌曲《你看你看月亮的臉》。隨後陸續推出專輯至今，演唱的歌曲《冬季到台北來看雨》、《沒有情人的情人節》、《誰的眼淚在飛》、《你究竟有幾個好妹妹》、《羞答答的玫瑰靜悄悄的開》、《風中有朵雨做的雲》、《真的還是假的》、《手语》、《恋人》、《琉璃》等亦廣為流傳，紅遍兩岸三地。
2000年退出流行歌坛。2004年宣布复出。

## 生平

### 出道
1989年，陳秀玫出演广告开始演艺生涯。1990年步入歌壇。經由上格唱片公司請相士推薦而取藝名為「孟庭葦」，「庭葦」意思為庭園中的小花。

### 成名
1989年，演出鈴木機車廣告，並於同年錄製出道後的第一首歌《校園裡的消息傳得特別快》。1990年，與高勝美等歌手一起錄製瓊瑤《六個夢》系列電視劇的同名總主題曲《六個夢》，並參與拍攝歌曲MV。同年加盟上格唱片（即後來的上華唱片），並於5月推出首張個人專輯《其實我還是有些在乎》，並因此獲得"餅乾女孩"的稱號。11月推出第二張個人專輯《成長》。
1991年，發行专辑《你看你看月亮的臉》（粵語版陳慧嫻《月亮》）亚洲区销量超过500万张，因此得到「月亮公主」的稱號；也因其勞軍時廣受官兵歡迎，有「軍中情人」的封號。此外，她的歌名多含有風、雨、雲、雪、海、太陽、月亮等自然景物，例如：《冬季到台北來看雨》（粵語版許秋怡《偷偷想你》）、《風中有朵雨做的雲》、《不下雨就出太阳吧》、《春雪》等，因此亦有“氣象公主”之稱，與擁有「天文歌手」稱號的鄭怡相呼應。
1991年，調至上格子公司台灣華星唱片，並於9月推出第三張個人專輯《你看你看月亮的臉》，該專輯在台灣銷售超過50萬張，亞洲地區銷售總數字超過500萬張，因此被稱為『月亮公主』。同年，擔任單元劇《最後的小火車》的女主角，本劇獲得"金鐘獎"最佳攝影及最佳配樂兩項獎項及"金帶獎"最佳影片獎。1992年5月，推出第四張個人專輯《冬季到台北來看雨》，並同時以《冬季到台北來看雨》《無聲的雨》《你看你看月亮的臉》3首歌曲，入圍香港1992年度十大勁歌金曲頒獎典禮國語勁歌金曲和十大新人獎。
1993年2月，推出第五張個人專輯《誰的眼淚在飛》。同年11月發行第六張個人專輯《風中有朵雨做的雲》，此專輯為她贏得"自然歌手"、"天氣公主"的封號。中華民國國防部首度舉辦結合三軍將士"軍中情人"選拔活動，孟庭葦獲得頭號"軍中情人"的封號。
1994年1月，應褔建衛視邀請，錄製春節特別節目。8月出版第七張民歌專輯《純真年代》，並正式加盟新力音樂SONY MUSIC TAIWAN。1995年2月，應大陸中央電視台邀請，作為台灣地區唯一受邀者參考春節聯歡晚會，演唱《風中有朵雨做的雲》；同年3月出版第八張個人專輯《真的還是假的》,並蟬連台灣國防部所頒的“軍中情人”獎榜首。6月赴英國劍橋遊學。
1995年，作为台湾唯一代表受邀参加中國中央电视台春节联欢晚会，除夕夜直播播出约有13亿观众收看。
1996年3月，發行第九張個人專輯《心言手語》，該專輯音樂風格更加多元化。同年12月應天津電視台邀請，參加春節聯歡晚會。1997年3月，發行個人第十張專輯《第二道彩虹》，由李泰銘親自操刀，齊豫指導，專輯極具人文氣息。8月應台視及上海東方電視台之邀，參加《千里共蟬娟》中秋晚會活動，台視當晚並做衛星連線實況轉播。10月正式加盟友善的狗唱片公司。
1998年3月，發行個人第十一張專輯《孟庭葦的音樂盒》（離開新力歌倫比亞唱片公司前最後一張專輯），這張專輯只有三首新歌，其餘十一首歌都是舊作。專輯中每隔幾首歌，就會有一段獨白作過渡,獨白是來自於當時的新力公司的同事李薇，並非來自孟庭葦本人。同年11月第十二張專輯（加盟友善的狗第一張專輯）《戀人》正式發行，由黃韻玲製作，孟庭葦在專輯中首次嘗試英倫輕搖滾風，與台中阿妹妹PUB、高雄侏羅紀PUB舉辦兩場《戀情歌》mini concert。
1999年，在上海虹口足球場舉辦個人演唱會。这也是虹口足球场第一次承办演唱会。
1999年11月，至廣西南寧參加由南寧市政府主辦之第屆廣西民族藝術節大型晚會活動。
2000年10月，由陳昇操刀，第十三張專輯（第一張台語專輯）《愛到史豔文》發行（僅限於臺灣）。

### 退出
2000年12月，孟庭葦宣佈退出歌壇。12月底於南寧舉辦告別歌友會。
孟庭葦退出后，篤信佛教，專心研修佛法。19歲就在華語歌壇出道的孟庭葦看遍藝人生活與工作上的冷暖虛華不實，從而對演藝圈心生厭倦、感到疲乏，遂於2000年底推出閩南語專輯《愛到史艷文》記者會上宣布退出歌壇。自24歲開始茹素學佛的孟庭葦在退出歌壇後發願出家，於2003年前往印度參學後並未如願出家。退出歌壇時發願聲音供養佛，2001年至今出版了多張佛曲專輯。
2004年4月18日，参加由国务院台湾事务办公室、文化部等联合主办的《中华情》全球华语优秀原唱歌曲大型演唱会。12月加盟维京唱片，

### 復出
2004年12月21日，孟庭葦于北京召开记者发布会，宣布复出。
2005年1月28日，发行复出后首张专辑《红花》。6月15日出席母校中兴高中2005年78级毕业典礼，并获得杰出校友称号；12月1日，参与上海玉佛寺和上海市慈善基金会在东方艺术中心举办的“第二届觉群之光慈善演唱会”。
2006年4月22日，参加在杭州西湖《欢乐中国行》世界休闲博览会开幕晚会；7月中国移动无线首发《幸福感》上线；9月大熊星首张音乐专辑《幸福感》发行2007年11月16日，江苏苏州举行佛教音乐晚会。11月28日重庆南川，“欢乐中国行 魅力新南川”巨星演唱会。
2007年11月16日，参加在江苏苏州举行的佛教音乐晚会，11月28日在重庆南川举行的《欢乐中国行》魅力新南川”巨星演唱会。
2008年5月31日，台北舉行彩色夢演唱會；12月1日，參加改革開放三十年百首巨星演唱會特別節目。
2009年，舉辦出道20周年的「純真年代」亞洲巡迴演唱會。
2009年8月7日，发行专辑《孟庭葦的炎夏》；8月28日，出席湖南衛視《2009快樂女生》，助陣郁可唯；10月25日山西太原孟庭葦歌友會。
2010年5月9日，在四川省体育馆举行“孟庭苇纯真年代”成都演唱会；9月28日，在北京参加凤凰卫视《名人面对面》的录制；同日还在北京大兴区参加安徽卫视《非常静距离》的访谈录制；9月29日，参加杂志人物专访《都市主妇》、《三联生活周刊》。
2011年8月20日，担任广东梅州客家流行音乐金曲榜颁奖盛典嘉宾；8月25日担任CCTV3《我要上春晚》评审嘉宾；9月2日，担任深圳卫视《年代秀》第二季第四期神秘嘉宾；9月10日，在国家奥林匹克体育中心举办纯真年代之月亮说话孟庭苇2011北京演唱会；11月28日参加山东卫视《歌声传奇》节目录制。
2012年3月29日，举行孟庭苇“纯真年代II之月亮说话”个人巡回演唱会（重庆站）新闻发布会；7月到9月，参与《一声所爱·大地飞歌》民歌赛总决赛第一、二、六、七、九、十期节目录制；10月19日，发行第23张专辑《太阳出来了》；12月6日参与黑龙江卫视《歌声嘹亮》节目录制；12月11日，担任安徽卫视《黄金年代》第三季节目嘉宾。
2013年1月12日，受邀作为唯一一位港台地区歌手参加第十九届“蓝天下的至爱”慈善晚会；1月25日，参加湖南卫视《百变大咖秀》节目录制；6月19日，参加天津卫视《天下无双》节目录制。
2014年1月11日，在广州海心沙亚运公园举行的“回归心灵-华语金曲奖2013”颁奖礼上被授予殿堂歌手奖；4月2日，参加广西卫视《一声所爱·大地飞歌》节目录制；
2014年6月，北京召開《孟庭葦的台北愛情故事巡迴演唱會》記者發佈會，並於同年的8月-12月分別在北京、寧波、上海、南京、江西、西寧、重慶、成都、廣州、深圳、嘉興11座城市舉辦了12場《孟庭葦的台北愛情故事巡迴演唱會》。
2014年6月20日，在北京举办”孟庭苇的台北爱情故事巡回演唱会“记者发布会，参加北京卫视《妈妈在这儿》节目录制；9月6日～8日，孟庭苇携同门师妹在宁波、上海一连3天开唱；9月20日，“孟庭苇的台北爱情故事巡回演唱会”南京站结束；同年10月10日，江西南昌站也结束，孟庭苇现场还为95后歌迷献唱《小苹果》；11月1日，“孟庭苇的台北爱情故事巡回演唱会”西宁站结束第二天孟庭苇便到古寺游玩密会高僧谈佛法；12月28日，“孟庭苇的台北爱情故事巡回演唱会”在嘉兴落幕，结束了5个月的巡演。
2015年2月，受邀担任海峡卫视音乐专题节目《你又来听我唱这首歌》的首期嘉宾；2月21日（温哥华时间）晚，受邀参加温哥华2015年大温羊年春晚；3月10日，受邀参加北京卫视《音乐大师课》节目录制；8月9日受邀参加澳洲.悉尼澳洲东方传媒广播电视集团八周年慈善文艺晚会；12月19日在江苏靖江体育中心举办出道25周年“醇爱”演唱会 等。
2016年1月31日，受邀参加“经典永恒2016岳阳演唱会”；3月7日，《巅峰音乐汇》孟庭苇专场播出；3月27日，做客江苏苏州音乐广播电台动听948《人文音乐课·声音剧场》；3月28日，受邀赴北京出席“2016首届冀州花田音乐生活节新闻发布会” ；5月21日，受邀参加“江西宜春金悦湾歌友会”；5月29日，受邀参加“关爱留守儿童·情系大爱陕西”红星美羚群星演唱会；8月27日，担任卓依婷北京演唱会特别嘉宾；10月21日，受邀参加银川市贺兰山体育场举行的“金秋十月·唱响银川”群星演唱会。
2018年7月4日，在成都錦城藝術宮舉辦「尋夢演唱會」作為2018巡迴個唱的首站；9月24日，受邀参加2018年中央广播电视总台中秋晚会。
2019年9月，接受《嘉人》杂志专访；9月12日，受邀参加CCTV3《2019中秋大会》；参与录制的江苏卫视《蒙面唱将猜猜猜》分别于10月20日（第2期）、10月27日（第3期）播出。
2020年2月1日，發表抗擊疫情公益歌曲《炙熱陽光》和關喆、白小白等群星演唱；4月29日，發表公益最新單曲《祈禱》，煩囂人間，拂去心塵，用歌聲去傳達詞義的光明和善念；6月，受邀錄製台灣公視《音樂萬萬歲》節目，回顧“我們純真的年代—流行民歌”主題，於7月12日播出；10月，受邀至中興大學，獻唱101週年校慶公益演唱會；10月28日，貝多芬誕辰250周年紀念活動受邀演唱公益主題曲《給愛之語》。
2021年6月14日，受邀录制CCTV《2021端午晚会》播出，与吴碧霞合作演唱《风中有朵雨做的云》；6月17日，受邀录制CCTV《我的艺术清单》节目播出，演唱《冬季到台北来看雨》等经典曲目，并演绎《我只在乎你》《橄榄树》致敬邓丽君，三毛；7月，接受《三联生活周刊》专访；12月3日，受邀录制湖南卫视《时光音乐会》节目播出，担任时光庄主，经典曲目由众多实力唱将重新演绎，并演唱《风中有朵雨做的云》；12月12日，受邀参加丝绸之路国际电影节闭幕式，演唱《羞答答的玫瑰静悄悄地开》。
2022年1月14日，受邀参加首届重庆三毛故居“三毛文化周活动”并接受专访；1月17日，受邀录制湖南卫视《再次见到你》节目播出；2月1日，受邀录制湖南卫视《全球华侨华人春晚》，演唱《冬季到台北来看雨》《风中有朵雨做的云》《粉红色的回忆》片段。
2023年1月22日，海南卫视《春节联欢晚会》播出，演唱《野百合也有春天》《风中有朵雨做的云》《往事》。4月22日，在河南新郑参加轩辕黄帝祭拜仪式，演唱《黄帝颂》。。5月2日，于甘肃临夏参加临夏文化旅游节演唱会，演唱《羞答答的玫瑰静悄悄地开》《谁的眼泪在飞》《野百合也有春天》《风中有朵雨做的云》。9月15日，咪咕视频《音乐新势力》播出孟庭苇特辑推荐新歌《亭亭》。9月22日，于《乐队的夏天第三季》女神合作赛中与Nova Heart合作《I Need You》。

## 家庭
2004年7月25日，孟庭葦與高中同學張志鵬結婚，婚宴於兩人當時就讀的南投縣南投市國立中興高級中學舉辦。
2007年2月18日，兒子張彧出生，綽號小寶弟。
2014年7月25日，孟庭葦在微博發表離婚聲明，稱自己和張志鵬已在2013年1月簽字離婚。
2018年11月，前夫张志鹏在微博爆料两人离婚原因是因为孟婚内出轨同性女助理。孟庭苇否认，孟庭苇工作室微博和脸书提供了多项实际证据证明孟庭苇多年来遭受前夫索要钱财，前夫威胁孟不提供就进行污蔑等实际对话记录证据。

## 音樂作品

### 流行音樂

#### 專輯
| 專輯名稱                   | 發行日期   | 發行公司   | 曲目 |
| -------------------------- | ---------- | ---------- | --- |
| 《其實我還是有些在乎》     | 1990年5月  | 上格唱片   | 曲目 1. 其實我還是有些在乎 2. 和餅乾說話的人 3. 愛上你知道嗎 4. 城堡 5. 最後的季節 6. 無言花 7. 我說的謊都是真的 8. 愛你後才知道如何愛你（vs.孫建平） 9. 得不到的溫柔 10. 此刻之後 11. 捨不得忘記 12. 嗨！朋友 |
| 《成長》                   | 1990年11月 | 上格唱片   | 曲目 1. 日以繼夜的想你 2. 你是我不該靠近的人 3. 拭去你的淚 4. 飛夢 5. 最深的感動 6. 心的旅途 7. 如果你不再愛我 8. 請在我落淚以前離開我 9. 電影結束之後 10. 情不自禁吻了你 |
| 《你看你看月亮的臉》       | 1991年9月  | 華星唱片   | 曲目 1. 你看你看月亮的臉 2. 紅雨（vs.李翊君） 3. 不讓你看到我的淚 4. 走出愛情 5. 一個人的傷心 6. 紫浣花 7. 一個愛上浪漫的人 8. 誰說我生命中只能有你 9. 心疼的最愛 10. 不再 |
| 《冬季到台北來看雨》       | 1992年5月  | 華星唱片   | 曲目 1. 冬季到台北來看雨 2. 無聲的雨 3. 把他換做你 4. 沒有情人的情人節 5. 兩小無猜 6. 啞啞與亞亞 7. 偏心 8. 心港 9. 千年的新娘 10. 等待花開 |
| 《誰的眼淚在飛》           | 1993年2月  | 上華唱片   | 曲目 1. 誰的眼淚在飛 2. 風裡的夢 3. 你究竟有幾個好妹妹 4. 羞答答的玫瑰靜悄悄地開 5. 一個失戀的木偶 6. 秋天的眼淚 7. 化身為海 8. 三生三世 9. 原本今生以為 10. 這一季有多長 |
| 《風中有朵雨做的雲》       | 1993年11月 | 上華唱片   | 曲目 1. 風中有朵雨做的雲 2. 你聽海是不是在笑 3. 忘了 4. 不快樂的愛人 5. 乘風乘月乘憂去 6. 不下雨就出太陽吧 7. 誰來晚餐 8. 跟影子說 9. 預感 10. 風是我回憶的方向 |
| 《純真年代》               | 1994年8月  | 上華唱片   | 曲目 1. 往事 2. 去吧我的愛 3. 走在雨中 4. 野百合也有春天 5. 木棉道 6. 夢與詩 7. 白紗窗的女孩 8. 偶遇 9. 怎麼能 10. 就要揮別 11. 金縷鞋 12. 抉擇 |
| 《真的還是假的》           | 1995年3月  | 新力音樂   | 曲目 1. 真的還是假的 2. 愛你太真 3. 相愛的可能性（松任谷由實-春よ、来い） 4. 情願一個人 5. 過冬 6. 春雪 7. 默認 8. 把思念寄託遠方 9. 淚海 10. 愛情Stay |
| 《心言手語》               | 1996年3月  | 新力音樂   | 曲目 1. 手語 2. 將錯就錯 3. 愛情海 4. 愛情的真相 5. 逃 6. 心電感應 7. 你是誰 8. 無處可藏 9. 傷了你的心的我傷心 10. 放在心裡面 |
| 《第二道彩虹》             | 1997年3月  | 新力音樂   | 曲目 1. 答案 2. 第二道彩虹 3. 不要太多 4. 偈 5. 天堂 6. 愛的箴言 7. 閃亮的日子 8. 鎖上記憶 9. 她沿著沙灘的邊緣走 10. 往天涯的盡頭單飛 11. 天天天藍 12. 深白色 |
| 《戀人》                   | 1998年11月 | 友善的狗   | 曲目 1. 好情人 2. 困愛 3. 勾心鬥角 4. 戀人 5. 斑馬線 6. 明天 7. 右邊 8. 夜的告白 9. 喜歡自己 10. 暗戀 |
| 《愛到史艷文》（台語專輯） | 2000年10月 | 友善的狗   | 曲目 1. 粉红仔色的凸床 2. 故作浪漫 3. 找一个人 4. 强欲放袂记 5. 空中的花园 6. 爱到史艳文 7. 若我 8. 弟弟 9. 细声话 10. 知影 |
| 《紅花》                   | 2005年1月  | 維京音樂   | 曲目 1. 你看你看月亮的臉（2005新版） 2. 靜靜的生命慢慢的河 3. 聽說遠方有片海洋 4. 琥珀 5. 孤獨時候你想誰呢 6. 冬季來台北看雨（2005新版） 7. 鳳凰木 8. 羞答答的玫瑰靜悄悄地開（2005新版） 9. 找一個人 10. 紅花 |
| 《幸福感》                 | 2006年9月  | 大熊星娛樂 | 曲目 1. 你的味道 2. 天使之歌 3. 幸福感 4. 我們仨 5. 蝴蝶是花 6. 小公主 7. 白天的星星 8. 住在我心上 9. 看著你眼睛微笑 10. 天使之歌（孟庭葦獨唱版） 11. 幸福感（吉他版） |
| 《孟庭葦的炎夏》EP         | 2009年8月  | 滾石唱片   | 曲目 1. 月亮说话 2. 飘 3. 勇敢说出爱 4. 爱.海 5. 再见.天堂 |
| 《太陽出來了》             | 2012年10月 | 滾石唱片   | 曲目 1. 琉璃 2. 翦翦風兒 3. 不消失的回憶 4. 女兒賊 5. 心裡是花園 6. 太陽出來了 7. 阿郎 8. 此情可問天 9. 我淡淡的藍（vs.南方二重唱） |
| 《聽見 孟庭葦》            | 2019年7月  | 豐華唱片   | 曲目 1. 琉璃(2019新版) 2. 冬季到台北來看雨(2019新版) 3. 無聲的雨(2019新版) 4. 沒有情人的情人節(2019新版) 5. 風中有朵雨做的雲(2019新版) 6. 日以繼夜的想你(2019新版) 7. 你聽海是不是在笑(2019新版) 8. 羞答答的玫瑰靜悄悄地開(2019新版) 9. 你看你看月亮的臉(2019新版) 10. 你究竟有幾個好妹妹(2019新版) 11. 誰的眼淚在飛(2019新版) 12. 飄(2019新版) |

#### 單曲
| 發行日期 | 曲目                     | 備註                                                 |
| -------- | ------------------------ | ---------------------------------------------------- |
| 1989年   | 校園裡的消息傳得特别快   | 收錄於《青春總質詢》合輯                             |
| 1989年   | 恭喜恭喜（等7首）        | 收錄於《上格四星齊賀年》合輯                         |
| 1990年   | 六個夢                   | 瓊瑶《六個夢》系列電視劇總主题曲，與高勝美等歌手合唱 |
| 2000年   | 女生向前走               | 收錄於《女生向前走》合輯，與黃韻玲等歌手合唱         |
| 2004年   | 兩邊                     | 收錄於邰正宵《兩邊》專輯，與邰正宵合唱               |
| 2009年   | 心靈的港灣               | 《大歐地板》廣告單曲                                 |
| 2011年   | 孩子                     | 與二十餘位歌手協力演唱的《打拐》公益歌曲             |
| 2015年   | 還捨不得離別             | 電視劇《美麗的秘密》插曲，與弦子合唱                 |
| 2016年   | 聖母頌                   | 公益歌曲，弘揚媽祖文化                               |
| 2020年   | 炙熱陽光                 | 疫情期間与关喆、白小白等群星演唱的公益歌曲           |
| 2020年   | 祈禱                     | 疫情期間特別推出的公益歌曲，單曲獨唱禪意治癒         |
| 2021年   | 給愛之語                 | 「貝多芬250年紀念－樂來樂懂你」線上展                |
| 2021年   | 出入                     | 從情歌中出發 以禪意來點綴 在命運的分叉 歌聲開出蓮花  |
| 2022年   | 共同呼吸                 | 爱与奉献为主题的公益歌曲                             |
| 2023年   | 大西洋的最后一滴眼泪     | 演绎赛里木湖爱的传说                                 |
| 2023年   | 亭亭                     | 国风古韵 优雅一生 饱含祝福                           |
| 2024年   | 冬季到昭苏来看雪         | 歌颂新疆昭苏冰雪之美                                 |
|          | 寂寞的上海下起了孤单的雪 | 横跨三十年的凄美爱情                                 |
|          | 洛泽河                   | 河水流淌的每一天都是回不去的昨天                     |

#### 精選專輯
| 專輯名稱           | 發行日期       | 發行公司 | 曲目 |
| ------------------ | -------------- | -------- | --- |
| 《鑽石金選集》     | 1994年11月     | 上華唱片 | 曲目 1. 你看你看月亮的臉 2. 冬季到台北來看雨 3. 你究竟有幾個好妹妹 4. 其實我還是有些在乎 5. 木棉道 6. 把他換作你 7. 日以繼夜的想你 8. 去吧我的愛 9. 白紗窗的女孩 10. 不下雨就出太陽吧 11. 我說的謊都是真的 12. 抉擇 13. 風中有朵雨做的雲 14. 誰的眼淚在飛 15. 往事（陳秋霞） 16. 紫浣花 17. 你聽海是不是在笑 18. 走在雨中 19. 無聲的雨 20. 紅雨 21. 和餅乾說話的人 22. 啞啞與亞亞 23. 野百合也有春天 24. 愛你後才知道如何愛你                                              |
| 《孟庭葦的音樂盒》 | 1998年3月      | 新力音樂 | 曲目 1. 雨過心晴 2. 嫉妒 3. 真的還是假的 4. 將錯就錯 5. 第二道彩虹 6. 心電感應 7. 愛情．STAY 8. 愛情就是聽不到 9. 手語 10. 默認 11. 不要太多 12. 傷了你的心的我傷心 13. 閃亮的日子 14. 愛情的真相 |
| 《改变》           | 1998年10月25日 | 海丽唱片 | 曲目 vol.1： 1. 雾里看花 2. 相约 3. 月亮船 4. 你那好冷的小手 5. 谁来晚餐 6. 把思念寄托远方 7. 一个爱上浪漫的人 8. 没有情人的情人节 9. 相爱的可能性 10. 化身为海 11. 把他换作你 12. 过冬 13. 春雪 14. 心电感应 vol.2： 1. 重返故里 2. 透过开满鲜花的月亮 3. 等待花开 4. 三生三世 5. 爱你太真 6. 羞答答的玫瑰静悄悄的开 7. 原本今生以为 8. 不快乐的爱人 9. 风是我回忆的方向 10. 爱你后才知道如何爱你 11. 风里的梦 12. 冬季到台北来看雨 13. 风中有朵雨做的云 14. 真的还是假的 |
| 《流金十載》       | 2000年7月      | 上華唱片 | 曲目 1. 你看你看月亮的臉 2. 冬季到台北來看雨 3. 風中有朵雨做的雲 4. 其實我還是有些在乎 5. 啞啞與亞亞 6. 紫浣花 7. 紅雨 8. 日以繼夜的想你 9. 和餅乾說話的人 10. 往事 11. 誰的眼淚在飛 12. 你聽海是不是在笑 13. 無聲的雨 14. 不快樂的愛人 15. 你究竟有幾個好妹妹 16. 去吧！我的愛 |
| 《國語真經典》     | 2005年3月      | 環球唱片 | 曲目 1. 把他換做你 2. 誰的眼淚在飛 3. 你聽海是不是在笑 4. 紅雨 5. 你究竟有幾個好妹妹 6. 冬季到台北來看雨 7. 去吧！我的愛 8. 走在雨中 9. 風中有朵雨做的雲 10. 你看你看月亮的臉（2005新版） 11. 無聲的雨 12. 往事 13. 日以繼夜的想你 14. 偶遇 15. 野百合也有春天 16. 羞答答的玫瑰靜悄悄地開 |

### 佛教音樂

#### 專輯
| 專輯名稱                 | 發行日期   | 發行公司 | 曲目 |
| ------------------------ | ---------- | -------- | --- |
| 《阿彌陀佛》             | 2001年11月 | 原動力   | 曲目 1. 遇见阿弥陀 2. 光明指引 3. 念念不忘阿弥陀 4. 忆念 5. 祈请阿弥陀 6. 美丽新世界 7. 阿弥陀佛摇篮曲 |
| 《心經》                 | 2003年1月  | 香海文化 | 曲目 1. 二胡演奏版 2. 伴奏版 3. 心经（演唱版） 4. 琵琶演奏版 5. 萨克斯风演奏版 |
| 《清境心語觀音靈感真言》 | 2003年8月  | 日昇唱片 | 曲目 1. 觀音靈感真言 |
| 《紫蓮祥雲》             | 2011年3月  | 祥光精舍 | 曲目 1. 寒山上的石觀音（VO） 2. 學禪雜詠（VO） 3. 寒山上的石觀音（演奏曲） 4. 學禪雜詠（演奏曲） 5. 紫蓮祥雲 能量傳送音樂 6. 紫蓮祥雲 靜坐音樂 7. 寒山上的石觀音（kala） 8. 學禪雜詠（kala） |
| 《觀音悲願在人間》       | 2011年8月  | 祥光精舍 | 曲目 1. 觀音像（唱誦） 2. 生佛不二（唱誦） 3. 寒山上的石觀音（唱誦） 4. 南無觀世音菩薩聖號（唱誦） 5. 觀音像（鋼琴&長笛演奏曲） 6. 生佛不二（鋼琴&長笛演奏曲） 7. 觀音像（Kala） 8. 生佛不二（Kala） 9. 南無觀世音菩薩聖號（觀音療愈音樂） |
| 《慈悲愛.觀音》          | 2013年5月  | 祥光精舍 | 曲目 1. 觀音觀自在（唱誦） 2. 觀音古佛大悲王（唱誦） 3. 無情卻有情（唱誦） 4. 慈悲愛.觀音（觀想文） 5. 觀音觀自在（鋼琴演奏） 6. 觀音古佛大悲王（鋼琴演奏） 7. 無情卻有情（鋼琴演奏） 8. 觀音觀自在（鋼琴&長笛演奏） 9. 觀音古佛大悲王（鋼琴&長笛演奏） 10. 無情卻有情（鋼琴&長笛演奏） 11. 觀音觀自在（Kala） 12. 觀音古佛大悲王（Kala） 13. 無情卻有情（Kala） |

#### 單曲
| 發行日期 | 曲目           | 備註                                                       |
| -------- | -------------- | ---------------------------------------------------------- |
| 2001年   | 心經（念誦版） | 伊藤佳代 《心經》專輯中念诵心經                            |
| 2003年   | 心·水天佛國    | 蘇州重元寺落成典禮大型音樂晚會《淨土·梵音·樂人間》主题曲   |
| 2016年   | 照亮           | 佛光山星雲大師90華誕紀念《照亮》佛曲專輯中演唱序曲《照亮》 |

## 有聲書
| 發行日期 | 曲目     | 備註                               |
| -------- | -------- | ---------------------------------- |
| 2001年   | 修行龍   | 香海文化出版有聲書，故事朗讀孟庭葦 |
| 2001年   | 偷吃的貓 | 香海文化出版有聲書，故事朗讀孟庭葦 |

## 演出作品

### 電影
- 《最後的小火車》 飾 李小梅 (1991年)
- 《孟庭苇的音乐爱情故事》 饰 孟庭苇 （2000年）

## 主持節目

### 電視
- 東森綜合台：《寺廟之旅》（2000年7月）
- 人間衛視：《元氣健康美食》（2002年7月）

### 廣播
- 人人廣播電台（好事聯播網）：《人人歡喜城》（1995年1月）
- 《裸體曬月光》
- 《周末Blue Night》
- 《Happy Together》
- 《亞亞看天下》1998-2001（中國數十個城市廣播引進 播出）
- 《我要音樂網播台》2001（我要音樂網播台 播出）
- 《孟庭葦的空中花園》2019-2020（喜馬拉雅APP播出）[76]

## 外部連結
- 孟庭葦的Facebook專頁
- 孟庭葦的Instagram帳戶
- 孟庭葦的新浪微博
- YouTube上的孟庭葦工作室頻道